# Nazaire Levasseur
 (février 2022).
Nazaire Levasseur, né le 6 février 1848 et mort le 8 novembre 1927 à Québec, est un journaliste, fonctionnaire, militaire, musicien et écrivain québécois.

## Biographie

### Jeunesse et famille
Né à Québec, il est le fils de Zéphirin Levasseur et de Madeleine Langevin. Il est issu d'un milieu commerçant et amateur de musique. Dès l'âge de 5 ans, il est initié à la musique par Antoine Dessane. Il étudiera le piano, le violoncelle, le violon, la flûte et l'orgue.
Entre 1857 et 1866, il fait ses études classiques au Petit séminaire de Québec. Il entre ensuite à la faculté de médecine de l'Université Laval. Après trois ans, il doit abandonner ses études en raison de difficultés financières de sa famille.
Le 5 juin 1872 à l'église Saint-Roch de Québec, il épouse Phédora Venner, fille de William Venner. Le couple eut quatre enfants, dont Irma LeVasseur, première femme à exercer la profession de médecin au Québec.

### Journaliste et fonctionnaire
Levasseur rejoint l'équipe du quotidien L'Événement-Journal. Il y occupe les fonctions de premier reporter, rédacteur adjoint puis de rédacteur en chef jusqu’en 1878. Comme journaliste, il appuie ou conseille certains politiciens, comme Wilfrid Laurier en 1877.
Du 1878 à 1915, il occupe un poste d'inspecteur du gaz et des compteurs à gaz pour le gouvernement du Canada. Il poursuit toutefois sa carrière journalistique en 1883 alors qu'il fonde un journal du soir nommé La Presse. La publication est interrompue dès le premier numéro, faute de fonds suffisants. Il fonde La Revue commerciale plusieurs années plus tard, qui devient en août 1894 La Semaine commerciale. Il collabore à ce journal jusqu'en 1904 tout en écrivant aussi des articles pour L'Événement.
Lors de la rébellion du Nord-Ouest, Levasseur s'engage au sein du 9e bataillon des Voltigeurs de Québec comme milicien afin de combattre les Métis de Louis Riel. Il revient à Québec avec le grade de major.
Jusqu'en 1913, il obtient plusieurs nominations à titre de consul honoraire à Québec pour plusieurs pays d'Amérique du Sud et centrale dont le Nicaragua, le Guatemala, le Brésil et le Chili.

### Vie sociale et passions

#### Géographie
La Société de géographie de Québec, dont il est l'un des membres fondateurs en 1877, le décrit dans son Bulletin comme étant un homme d'une « insatiable curiosité intellectuelle ». Entre 1883 et 1921, il rédige plusieurs articles sur la géographie, la science et l'histoire pour ce journal. Au sein de la Société, il occupe le poste de secrétaire archiviste adjoint en 1880, de vice-président en 1889, de président honoraire en 1896 et de président de 1898 à 1905.
En 1895, il se lie avec l'explorateur Joseph-Elzéar Bernier et participe à promouvoir et financer ses expéditions dans l'océan Arctique.

#### Musique
De 1873 à 1881, il est l'organiste de l'église Saint-Roch de Québec. Il participe à la fondation de la Société musicale Sainte-Cécile de cette église. Il est à la tête de ce chœur de 1873 à 1885. Il dirige des messes dont celles de Haydn, Rossini et Gounod et l'opéra La Perle du Brésil. Le Vasseur a également été un des membres ayant fondé la société du Cercle des Dix dans la ville de Québec en 1893, une société qui regroupe plusieurs musiciens, littéraires et journalistes tels Narcisse-Henri Édouard Faucher, James MacPherson Le Moine et Napoléon Legendre.
En 1870, il est secrétaire de la Société harmonique de Québec. Il est cofondateur et violoniste au sein du Septuor Haydn, qui deviendra en 1903 le noyau de la Société symphonique de Québec. Il est contrebassiste de ce dernier orchestre entre 1903 et 1907. En 1880, il succède à Calixa Lavallée comme chef d'orchestre du Quatuor vocal de Québec. Cette même année, Lavallée compose l'Ô Canada, l'hymne national du Canada. L'hymne voit le jour lors des fêtes de la Saint-Jean-Baptiste à Québec, dont Nazaire Levasseur est le secrétaire du comité d'organisation.
Entre 1919 et 1922, il publie une quarantaine d’articles publiés dans la revue La Musique. Ses informations serviront de référence pour les historiens de la musique québécoise.

### Fin de vie
La vue de Lavasseur se détériore beaucoup à partir de 1908, alors qu'il est âgé de 60 ans. Durant les dernières décennies de sa vie, il poursuit et accentue son implication dans les sphères culturelles de la ville de Québec. C'est  durant la dernière décennie de sa vie qu'il rédige deux biographies et les ouvrages Têtes et Figures (1920) et Réminiscences d’antan (1926).
Levasseur meurt dans une maison de pension modeste du Vieux-Québec. Ses funérailles se déroulent à la basilique-cathédrale Notre-Dame de Québec où plusieurs personnalités de Québec sont présentes.
Il est inhumé au cimetière Saint-Charles au monument funéraire familial.
Le canton de Levasseur et le lac Levasseur, situés en Haute-Mauricie, sont nommés en sa mémoire.

## Œuvres
- 1945 : Vie et le Sport sur la Côte Nord du bas Saint-Laurent et du golfe (traduction française, posthume)
- 1926 : Réminiscences d’antan ; Québec il y a 70 ans
- 1925 : Ferdinand-Philéas Canac-Marquis, médecin-chirurgien : esquisse biographique
- 1920 : Honorable Ph.-Aug. Choquette, ancien sénateur, juge de la Cour des sessions de la paix, Québec
- 1920 : Têtes et Figures
- 1898 : Femme, ou sabre (traduction française)
- 1879 : Le Canada et les Basques (avec Faucher de Saint-Maurice et Joseph Marmette)